# Ministeriet for magi
Ministeriet for Magi er et ministerium for den magiske befolkning i Harry Potters univers. Det er en pendant til Statsministeriet. 
Ministeriet har foruden regulære ministerielle funktioner, der skal varetage den magiske verdens ve og vel, også til opgave at sørge for at almindelige mennesker (såkaldte mugglere) ikke bliver klar over eksistensen af den magiske verden, således at den internationale traktat om hemmeligholdelse – som alle verdens magiske samfund har underskrevet – overholdes. Derfor er der oprettet en lang række afdelinger, der på forskellig vis forsøger at hemmeligholde magi for mugglere. Derudover er der også afdelinger for mere almindelige ting, med undtagelse af, at det hele er magisk.
Ministeriet bliver første gang nævnt i Harry Potter og De Vises Sten, men optræder først i Fønixordenen.

## Minister for Magi
Første gang ministeriet optræder er Cornelius Fudge minister for magi, der er det højeste embede man kan bestride i ministeriet. Han afløses senere af Rufus Scrimgeour, da det viste sig at Voldemort var vendt tilbage, hvilket Fudge længe havde benægtet. Da Scrimgeour bliver dræbt, afløses han af Pius Ticknesse, som er under indflydelse af Imperius-forbandelsen. Efter Voldemorts fald bliver Kingo Sjækelbolt minister for magi. 

## Afdelingen for Misbrug af Mugglergenstande
Afdelingen består af to personer, hvoraf den ene er Rons far Arthur Weasley. Deres kontor beskrives som værende på størrelse med et kosteskab. Deres arbejde består i at finde og konfiskere mugglergenstande, der har været udsat for magi og derefter (ved et uheld eller med vilje) har fundet vej til mugglernes verden. Dette omfatter alt fra aggressive skraldespande til toiletter, der skyller den forkerte vej.

## Andre kontorer og departementer
Af andre kontorer og afdelinger kan nævnes:
- Afdelingen for Magiske Spil og Sportsgrene
- Afdelingen for Magiske Katastrofer
- Afdelingen for Magisk Transport
- Afdelingen for Overvågning af Magiske Væsner
- Departementet for Magisk Lovgivning, der har lavet Troldmandsloven
- Kontoret for Uautoriseret brug af Magi
- Mysteriedepartementet
- Afdelingen for intermagiske kooperativer

## Andre funktioner
Højmagiratet, der er troldmændendes højesteret, har også til huse i ministeriet.
Aurorhovedkvarteret ligger ligeledes i ministeriet. Aurorne er universets politi, og både den lovgivende, udøvende og dømmende magt er således samlet i ministeret. Dette bryder med princippet om magtens tredeling.